# Bahrām Jū
Bahrām Jū (persiska: بهرام حو, Bahrāmjū, Bahrām Ḩow, بهرام جو) är en ort i Iran.   Den ligger i provinsen Lorestan, i den västra delen av landet, 400 km sydväst om huvudstaden Teheran. Bahrām Jū ligger 1 250 meter över havet och antalet invånare är 268.
Terrängen runt Bahrām Jū är kuperad åt nordost, men åt sydväst är den bergig. Bahrām Jū ligger nere i en dal. Runt Bahrām Jū är det ganska tätbefolkat, med 72 invånare per kvadratkilometer. Närmaste större samhälle är Khorramābād, 10,4 km sydost om Bahrām Jū. Omgivningarna runt Bahrām Jū är i huvudsak ett öppet busklandskap.